# Beycesultan
Beycesultan est un site archéologique de l'ouest de l'Anatolie situé à environ 5 km au sud-ouest de Çivril dans la province de Denizli en Turquie.

## Histoire
Beycesultan est occupé à partir du Chalcolithique supérieur. La colonie augmente en taille et en importance au cours du 3e millénaire, avec des édifices religieux et civils remarquables. Le développement culmine au début du 2e millénaire avec la construction d'un palais massif et des structures associées. Le palais est abandonné puis détruit vers 1700 av. J-C. Après quelques siècles de semi-abandon, Beycesultan se relève avec une influence marquée des régions hittites d'Anatolie. Le site est plus petit que le précédent. Cette seconde floraison est complètement détruite vers 1200 avant J-C. Le site est également occupé, à une moindre échelle, aux époques byzantine, seldjoukide et ottomane

## Description
Le site de Beycesultan se compose de deux monticules, divisés par l'ancienne route commerciale. La hauteur maximale de 25 mètres se situe à la butte ouest et l'ensemble du site a un diamètre d'environ un kilomètre.
Au début des années 1950, James Mellaart découvre des spécimens de poterie de style « verre à champagne ». Une recherche permet d'identifier le höyük (tertre) de Beycesultan en amont de la rivière Menderes.
Avec Mellaart, Seton Lloyd fouille Beycesultan pour le compte de l'Institut britannique d'archéologie d'Ankara pendant six saisons de 1954 à 1959, chaque fouille ayant duré environ deux mois,,,,,.
Une étude renouvelée du site et de sa région est menée de 2002 à 2007 par Eşref Abay de l'Université de l'Égée. Les travaux se poursuivent de nos jours en collaboration de l'Aydın Adnan Menderes University (en).